# David M. Lee
David M. Lee, född 20 januari 1931 i Rye i Westchester County, New York , är en amerikansk fysiker. Han fick Nobelpriset i fysik år 1996. Kungliga Vetenskapsakademins motivering för Nobelpriset var "för upptäckten av suprafluiditet i helium-3". Han delade prissumman med landsmännen Douglas D. Osheroff och Robert C. Richardson.
Lee blev doktor i fysik vid Yale University 1959.